# Festival international de cinéma de Fort Lauderdale
Le Festival international de cinéma de Fort Lauderdale (Fort Lauderdale International Film Festival, FLIFF) est un festival de cinéma organisé chaque année depuis 1986 dans la ville de Fort Lauderdale, dans l'État américain de Floride.

## Historique
La Broward County Film Society est fondée le 3 juin 1986 pour honorer le cinéma indépendant du sud de la Floride qui pouvait compter sur un public de plus de quatre millions et demi de personnes. En 1987, le Festival est nommé du nom de l'une des sept institutions culturelles vitales originales de l'État de Floride. 
En 1990, le Festival devient un événement de trois semaines, allant de Miami à Boca Raton au cours duquel Martin Scorsese présente les Student Film Awards. Parmi les invités figuraient Marlo Thomas et Darren McGavin. 
En 1991, le festival lance les Lifetime Achievement Awards et honore Peter Bogdanovich, Mark Rydell, Donald O'Connor, Vincent Price, Van Johnson et Burt Reynolds.

## Description
Le festival projette plus de 200 films du monde entier et est considéré comme l'un des festivals de films régionaux les plus importants des États-Unis. 